# Нестеренко, Кирилл Александрович (бадминтонист)
Нестеренко Кирилл Александрович (укр. Нестеренко Кирилл Олександрович; род. 8 февраля 1993, Сумы, Украина) — украинский бадминтонист, общественный деятель, предприниматель. Чемпион Украины по бадминтону среди юниоров, бронзовый призёр Чемпионата Европы среди юниоров, с 2019 года депутат Верховной рады Украины IX созыва от партии «Слуга народа».

## Биография
Родился 8 февраля 1993 года в городе Сумы. С 2004 года в Харькове начал заниматься бадминтоном.
В 2014 году окончил Национальный технический университет — «Харьковский политехнический институт» по специальности «Спортивный менеджмент», в 2017 году — Харьковский национальный университет внутренних дел по специальности «Право».
Организовал привлечение спонсорской помощи для украинских спортсменов, участвовавших в Олимпийских играх в Лондоне (2012).
На протяжении 2015—2016 годов возглавлял комиссию по спорту Молодёжного совета Харькова.
В 2016 году основал общественную организацию «Гранат», осуществляющую деятельность в области спорта, благотворительности и образования в двух городах: Харьков и Днепр.
Проживает в Днепре, где активно продолжает заниматься общественной, спортивной и коммерческой деятельностью.
Объединил молодёжные советы Днепра с целью расширения их деятельности.
В 2018 году основал SMM агентство «ibrand.pro», которое занимается развитием более 10 брендов Днепра.
В 2019 году создал личный бренд с целью привлечения молодёжи к занятиям спортом, самореализации и построению гражданского общества.

## Спортивная карьера
- С 2004 начал карьеру бадминтониста в Харьковском Бадминтонном Спортивном Клубе.
- С 2006 года занимал призовые места на украинских турнирах среди юниоров, а с 2007 года — на международных.
- В 2009 году впервые за всю историю сборной Украины по бадминтону она завоевала бронзовую медаль на Чемпионате Европы среди юниоров.
- В 2010 году занял 2 место на этапе Гран-При Европы по бадминтону в Турции.
- В 2011 году занял 3 место в команде на Чемпионате Европы среди студентов, 1 место на Чемпионате Украины среди юниоров, абсолютный победитель Международного Макаровского турнира.
- В 2012 году стал чемпионом Украины среди юниоров.
- В 2013 году стал победителем Кубка Украины по бадминтону[3].
- В 2014 году бронзовый призёр Чемпионата Европы среди студентов в парной категории[4][5].